# Semiothisa deceptrix
Semiothisa deceptrix är en fjärilsart som beskrevs av Krüger. Semiothisa deceptrix ingår i släktet Semiothisa och familjen mätare. Inga underarter finns listade i Catalogue of Life.